# Гул самолётов и земля
«Рёв земли» яп. 爆音と大地: бакуон то дайти, в советском прокате — «Гул самолётов и земля», англ. Roar and Earth — японский чёрно-белый фильм-драма, поставленный режиссёром Хидэо Сэкигавой в 1957 году. Тосио Ясуми написавший сценарий по произведению Юкио Акаэ «Директор» был удостоен за свою работу премии «Кинэма Дзюмпо». Чёткая политическая платформа характерна для этого фильма, целиком построенного на подлинных событиях. По Сан-Францискому договору 1951 года США получили официальное право иметь военные базы в Японии. В течение нескольких лет они покрыли страну широкой сетью военных аэродромов. В Японии существовало специальное управление, которое скупало крестьянские земли под американские военные аэродромы. Угроза возникла и над посёлком Сунагава. За него развернулась борьба, которая постепенно охватила всю Японию. Наряду с островом Окинавой Сунагава стала символом борьбы японского народа за подлинную независимость своей родины от милитаристской политики США.

## Сюжет
Укисима, начальник закупочного управления при японском правительстве, ведёт переговоры с генерал-майором армии США Хансоном, пытаясь решить проблему Сунагавы, где американцам нужна земля под строительство взлётной полосы для аэродрома. Укисима пытается предложить оставить американской стороне земли в районе горы Мёги, уже занятые ими, но которые оспаривались японскими властями. А взамен этого предложения Укисима хотел бы не отдавать американцам земли в Сунагаве, которые так необходимы японским крестьянам, испокон веков живущим на них и обрабатывающих их. Однако внезапно генерал-майор Хансон был уволен, а его преемник, бригадный генерал Илсон, занял жёсткую позицию. Земли в районе Мёги будут возвращены, а американский аэродром в Сунагаве должен быть непременно расширен за счёт крестьянских угодий. Отношения Укисимы к дальнейшим переговорам вызывают подозрения в закупочном управлении. Именно Укисима отказался от сторонников жёсткой линии, таких как токийский директор Яда, переведя его на другую работу. Укисима обновил команду подчинённых, но и это ни к чему не привело, так как никаким образом крестьяне не хотели отдавать свои земли, а переговоры с ними были сорваны. Пришлось прибегнуть к помощи полиции.
Бывшая служанка в доме Укисимы, Масаё, вместе с другими жителями Сунагавы принимала участие в первой схватке с полицией, была арестована и провела ночь в полицейском участке. Кэйко, племянница Укисимы, живущая в его квартире, также обвинила дядю в бесчеловечном отношении к жителям Сунагавы и ушла из дома. Укисима, который устал от навалившихся на него неразрешимых проблем подал в отставку с поста начальника управления. После ухода Укисимы из закупочного управления, сменивший его Яда стал действовать более решительно. Но через несколько лет и Яда подал в отставку, так и не сумев изгнать крестьян с их земель.
Поощряемое американским командованием японское правительство решило во что бы то ни стало сломить сопротивление жителей героического посёлка. И вновь отряды полиции прибывают в Сунагаву, пытаясь захватить земли крестьян. В стычках с полицией пострадало множество жителей посёлка. Кэйко, когда ушла из дома Укисимы, поселилась у его бывшей служанки Масаё в Сунагаве. И она также оказалась в числе пострадавших от полицейских дубинок. Укисима приезжает в дом Масаё и забирает Кэйко.
А борьба крестьян за свои земли продолжается. И хотя в финале снята ликующая толпа — удалось отвоевать находящиеся под угрозой земли, — авторы фильма не обнадёживают зрителей: в следующем же кадре снова в небо взмывают военные самолёты. Слышен голос диктора: «И сегодня гул самолётов отравляет покой жителей деревень и посёлков и всё так же, прикрываясь интересами национальной обороны, у крестьян отбирают их землю».

## В ролях
- Со Ямамура — Кэнтаро Укисима
- Тиаки Цукиока — Кинуко, жена Кэнтаро Укисимы
- Масако Накамура — Кэйко, их племянница
- Тораноскэ Огава — мэр Такасаки
- Маюми Фудзисато — Масаё
- Тадаси Минамикава — муж Масаё
- Ёси Като — Яда
- Фусатаро Исидзима — Комори
- Сусуму Намисима — Ямамото, мэр Сунагавы
- Кёко Хаги — Кэй
- Эйдзиро Тоно — Тасака
- Дзиро Такаги — Кубо
- Сико Сайто — Исида, министр
- Умпэй Ёкояма — помощник Укисимы
- Тёко Иида — тётушка Отомэ
- Акико Кадзами — активистка

## Премьеры
- — национальная премьера фильма состоялась 29 сентября 1957 года[1].
- — фильм демонстрировался в советском кинопрокате с 30 сентября 1963 года под названием «Гул самолётов и земля»[2].

## Награды и номинации
- Премия журнала «Кинэма Дзюмпо» (1958)

- Премия за лучший сценарий 1957 года — Тосио Ясуми.
- Фильм выдвигался на премию «Кинэма Дзюмпо» в номинации за лучший фильм 1957 года, по результатам голосования занял 8-е место.

## Комментарии
1. ↑  В советском прокате фильм демонстрировался с 30 сентября 1963 (Ташкент, 14 октября – Москва; сроком до 1 августа 1968 года) года под названием «Гул самолётов и земля», р/у Госкино СССР р/у 1190/63, дублирован на к/ст. «Мосфильм» — опубликовано: «Аннотированный каталог фильмов выпуска 1963 года», изд. «Искусство», М.-1964, стр. 16—17.